# Derecho de la cultura
El derecho de la cultura es una etapa para una nueva rama del conocimiento que trata de aproximar dos materias científicas: el Derecho y la Cultura. Así mismo, es un campo de estudio e investigación que ahonda en una visión integral de las diversas regulaciones, tanto de Derecho público como privado, que afectan a los procesos y asuntos culturales, en orden a ser un derecho garantizador de los valores y los derechos culturales, así como de las intervenciones jurídicas en una materia tan sensible como es la cultura.

## Temáticas
- Administración Cultural 
  - Estrategias de activación, interpretación y valoración del patrimonio que tienen como finalidad ponerlo al servicio de la sociedad y potenciar su uso como instrumento de desarrollo social, de inserción laboral, de integración de las minorías, de convivencia y diálogo intergeneracional e intercultural, de participación y aprendizaje, etc.
- Financiación y fiscalidad de la Cultura:
  - Visión económica, sociológica y psicológica del comportamiento del consumidor de los símbolos que expresan la cultura
- Comunicación cultural
- Patrimonio cultural
- Arte y derecho.
- Protección del derecho de autor y nuevas tecnologías:
  - La propiedad intelectual sobre creaciones culturales constituye una nueva forma de riqueza. El Derecho de la propiedad intelectual proporciona mecanismos de protección administrativa y penal así como procedimientos individuales o colectivos. *Constitucionalismo cultural
- Derechos culturales
- Industrias culturales:
  - Según la UNESCO, Existe una industria cultural cuando los bienes y servicios culturales se producen, reproducen, conserva y difunden según criterios industriales y comerciales, es decir en serie y aplicando una estrategia de tipo económico en vez de perseguir una finalidad de  desarrollo cultural.(1982)
- Gestión cultural
- Museos, archivos y bibliotecas
- Cooperación cultural
- Políticas culturales en Iberoamérica y en Europa.
- Globalización cultural
- Políticas públicas de gestión de la diversidad cultural.
- Los bienes culturales en el marco del libre comercio internacional:
  - Teorías económicas neoclásicas y experimentales del comportamiento del consumidor. Mercados de la cultura en función de determinados objetivos políticos.
- Integración cultural y lingüística en España
- Integración cultural en Iberoamérica
- Integración cultural en Europa